# Tüpfelrennechse
Die Tüpfelrennechse (Cnemidophorus lemniscatus) ist eine Echse und gehört zu der Familie der Schienenechsen (Teiidae).
Sie kommt in Mittel- und dem südlichen Nordamerika vor, wo sie Tiefebenen und Waldlichtungen in Überschwemmungsgebieten bewohnt. Die meist am Boden lebende Echse erreicht eine Größe um die 30 Zentimeter. Bei ihrer Nahrungssuche klettert sie auch manchmal auf Sträucher.
Die sehr agile Echse ist auf kurzen Entfernungen mit 24 bis 28 km/h eine der schnellsten Echsen auf der Welt. Bei ihren Spurts läuft sie manchmal auch auf ihren Hinterbeinen.

## Fortpflanzung
Das Männchen setzt sich auf das Weibchen und beißt es in den Nacken. Dann krümmt es sich um den Körper des Weibchens und es kommt zur Paarung. Aus den vier bis sechs Eiern schlüpfen nach acht bis zehn Wochen die Jungtiere.